# Gerard Stubenrouch

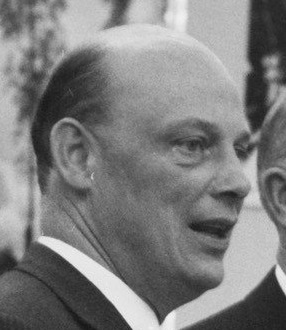
Gerard Stubenrouch (1961)

Gerard Carl Stubenrouch (* 8. Februar 1918 in Nijmegen, Provinz Gelderland; † 22. April 1962 in Breda, Provinz Noord-Brabant) war ein niederländischer Politiker der Katholieke Volkspartij (KVP), der unter anderem im Kabinett De Quay von 1959 bis zu seinem Tode 1962 Staatssekretär im Ministerium für Bildung, Kunst und Wissenschaft war. Als Staatssekretär war er insbesondere für die Primar- und Sekundarstufe sowie die Berufsbildung zuständig und spielte eine maßgebliche Rolle bei der Unterstützung des damaligen Ministers für Bildung, Kunst und Wissenschaft Jo Cals insbesondere im Hinblick auf den pädagogischen Teil des Sekundarschulgesetzes WVO (Wet op het voortgezet onderwijs), das wegen der Vielzahl an Fächern auch „Mammutgesetz“ (‚Mammoetwet‘) genannt wurde.

## Leben

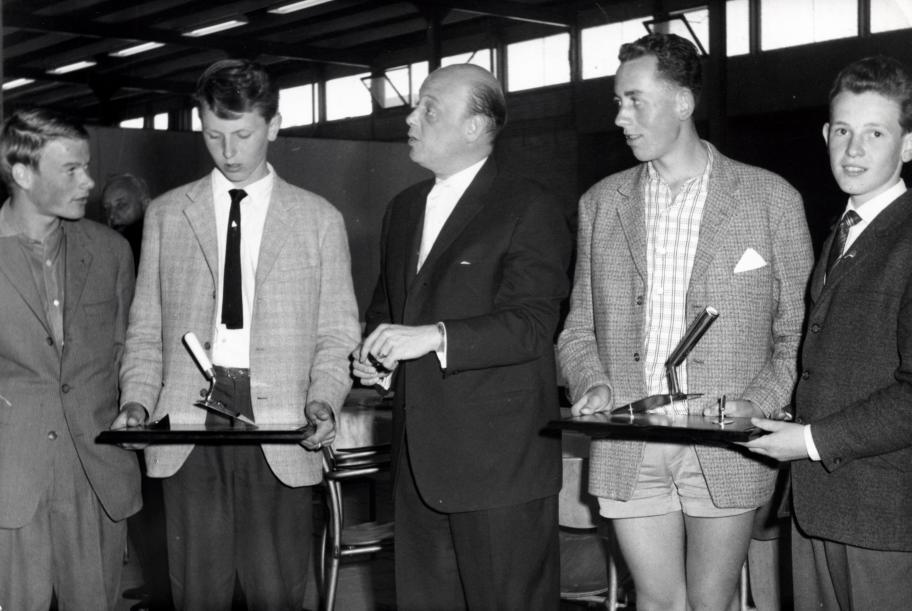
Staatssekretär Stubenrouch mit Studenten der Technischen Universität Eindhoven (6. Juli 1961).

Gerard Carl Stubenrouch, der durch einen Klumpfuß leicht gehbehindert war, absolvierte nach dem Besuch des Canisius College in Nijmegen im Fach Klassische Philologie an der Katholieke Universiteit Nijmegen (KUN) und wurde Mitglied des Studentenverbandes Nijmeegse Studentenvereniging Carolus Magnus (NSV Carolus Magnus). Nach Abschluss des Studiums war er als Lehrer für klassische Sprachen tätig. Sein politisches Engagement für die Katholische Volkspartei KVP (Katholieke Volkspartij) begann er am 6. September 1949, als er Mitglied des Gemeinderates von Breda wurde, dem er bis zum 16. Juni 1959 angehörte. Während dieser Zeit war er zugleich zwischen dem 1. September 1953 und dem 16. Juni 1959 Beigeordneter (Wethouder) für Bildung, Kultur und Sport von Breda.
Im Anschluss übernahm Stubenrouch im Kabinett De Quay am 24. August 1959 den Posten als Staatssekretär im Ministerium für Bildung, Kunst und Wissenschaft (Staatssecretaris van Onderwijs, Kunsten en Wetenschappen) und war als solcher bis zu seinem Tode am 22. April 1962 zuständig für Primar-, Vorschul- und Sekundarbildung, Berufsbildung, sozialpädagogische Erziehung und Ausbildung der berufsschulpflichtigen Jugend. Nach seinem Tode übernahm Hendrikus Hubertus Janssen am 1. Juli 1962 das Amt des Staatssekretärs in diesem Ministerium.
1960 wurde durch ihn ein Memorandum der sogenannte Scholen voor hoger technisch onderwijs (HTS)-Plan herausgegeben, in dem der erwartete Bedarf und die Verteilung von Schulen für die technische Hochschulbildung festgelegt wurden. Er spielte zudem eine maßgebliche Rolle bei der Unterstützung des damaligen Ministers für Bildung, Kunst und Wissenschaft Jo Cals insbesondere im Hinblick auf den pädagogischen Teil Sekundarschulgesetzes WVO (Wet op het voortgezet onderwijs), das wegen der Vielzahl an Fächern auch „Mammutgesetz“ (‚Mammoetwet‘) genannt wurde, und vertrat das Ministerium im März und April 1962 bei den Debatten zu diesem Thema in der Zweiten Kammer der Generalstaaten (Tweede Kamer der Staten-Generaal), des Unterhauses des niederländischen Parlaments (Generalstaaten).